# Olympia "Live 1984"
Olympia "Live 84" est un triple album live de Bernard Lavilliers paru en 1984.

## Liste des pistes
1. Entrée des artistes
2. Pigalle la blanche
3. On se cherche tous une mama
4. L'amour et la mort
5. O gringo
6. À suivre...
7. Saignée
8. J'voudrais pas crever (lecture du poème de Boris Vian)
9. San Salvador
10. Carmencita
11. Des milliers de baisers perdus
12. La fleur du mal
13. Betty
14. Com a perma no mundo (par Les Étoiles)
15. Chinatown, Paris treizième
16. New York juillet
17. Cravo e canela (par Betina & Giorginho)
18. Le bal
19. Tout est permis, rien n'est possible
20. Plus dure sera la chute